# Учеллини, Марко
Ма́рко Учелли́ни (итал. Marco Uccelini; род. 1603 или 1610, Форлимпополи, Италия — ум. 10 сентября 1680, Форлимпополи) — итальянский композитор эпохи барокко и скрипач.

## Биография
Марко Учеллини родился в Форлимпополи (вероятно между 1603 и 1610 годами). Документов о жизни композитора сохранилось немного. Учился в семинарии Ассизи пению и игре на скрипке у Джованни Баттиста Буонаменте.
В 1641—1662 годах Марко Учеллини занимал должность Capo degl`instrumentisti при герцогском дворе в Модене, исполнял обязанности maestro di cappella (сначала как дирижёр оркестра, а затем в качестве хормейстера) собора Модены с 1647 до 1665 годы. Герцогу Франческо I д’Эсте он посвятил две свои коллекции произведений (книги II и III, созданные в 1642 году и в 1645, соответственно).
Впоследствии Марко Учеллини служил по приглашению дочери Франческо I, Изабеллы д’Эсте, maestro di cappella при дворе герцога Фарнезе в Парме — возможно, до самой своей смерти. Изабелла д’Эсте и Уччелини встретились, когда он работал на её отца. Она имела дружеские отношения с композитором. Герцогиня вышла замуж за Раннуччо II Фарнезе, герцога Пармы, страстного ценителя театра.

## Особенности творчества и судьба сочинений

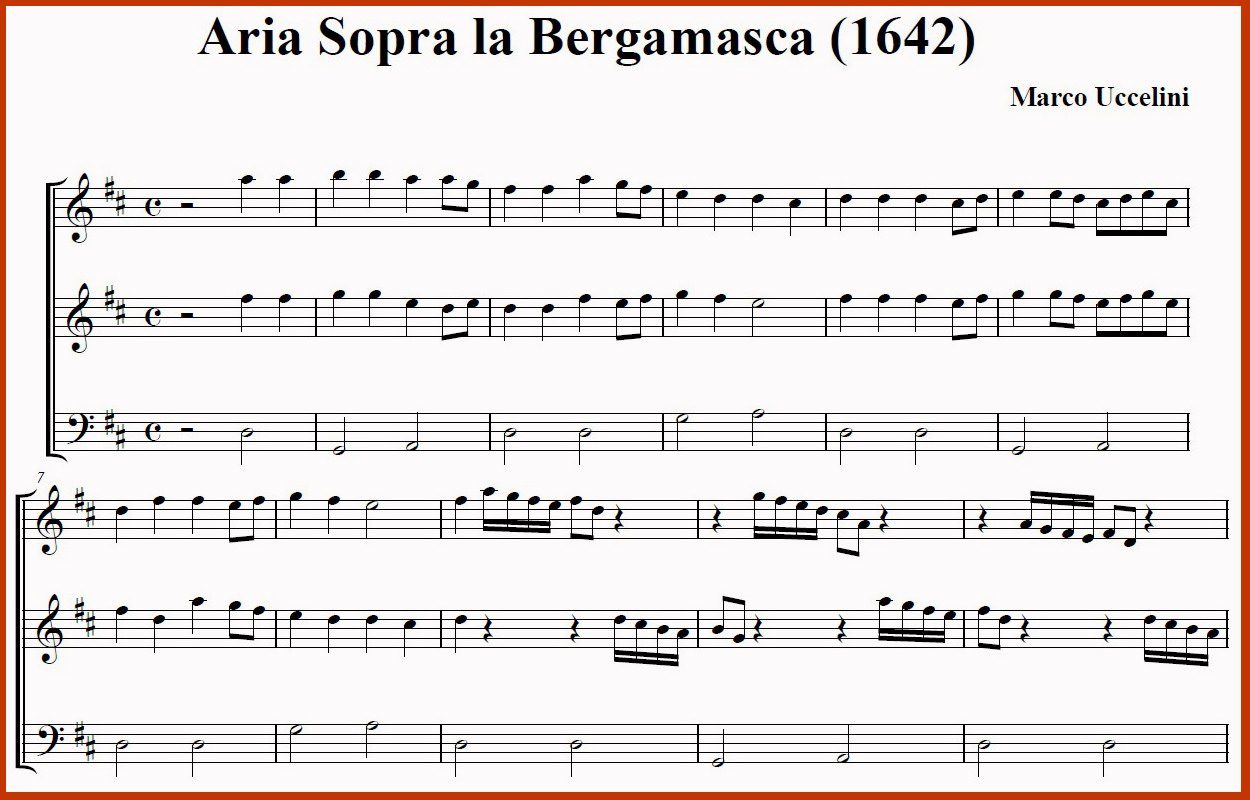
Марко Учеллини (1603/10—1680). «Ария сопра ла Бергамаска» (1642)

В работе композитора сходятся два разных стиля: свободные фантазии для сольного инструмента и популярная музыка для скрипки, тесно связанная с народным танцем. В дополнение к использованию танцевальных ритмов Италии Уччелини вставлял в свои произведения танцы французского происхождения. Он также использовал редкие для его времени тональности си-бемоль минор и ми-бемоль минор, часто применял в своих произведениях тремоло. Его скрипичные сонаты обычно трёхчастны.
Композитору принадлежали оперы и балеты, но они не сохранились. Известны названия этих произведений:
- Le navi d’Enea; либретто Alessandro Guidi; опера-балет, представлена впервые в 1673 году в Парме
- Gli eventi di Filandro ad Edessa; опера, представлена впервые в 1675 году в Парме
- Ermengarda invincibile; опера, представлена впервые в 1675 году в Парме[3]
- Il Giove d’Elide fulminato; балет, 1677 год, Парма

Учеллини считался одним из лучших скрипачей-виртуозов своего времени. Его игра оказала влияние на манеру сочинения и исполнительское мастерство И. Шмельцера, Г. Бибера, И. Вальтера, итальянских скрипачей и композиторов XVII—XVIII века. Сохранилась только часть инструментального наследия композитора, большинство из этих сочинений написаны между 1639 и 1669 годами. Наиболее значительные его сочинения — скрипичные сонаты. Исполняются они редко. Наиболее часто исполняемое произведение в наше время — небольшая Aria sopra la Bergamesca.

## Основные сочинения[5]
- Symphonie La gran battaglia
- Symphonie La suavissima
- 1639. Opus 2. Sonate, sinfonie et correnti (Sonates, Symphonies et Courantes)
  - Sonate 8 для 2 скрипок
  - Sonate 11
  - Sonate 12
- 1642. Opus 3. Sonate, arie et correnti (Sonates, Courantes et Airs). Венеция.
  - Le mariage de la poule et du coucou
  - Sonate 4: La Trasformata
  - Sonate 9: La Reggiana
  - Air 5: La Bergamasca
  - Air 6: Un balletto
  - Air 9: L’Emenfrodito
- 1645. Opus 4. Sonate, correnti, et arie da farsi con diversi stromenti… (Sonates, Courantes et Airs)
  - Sonate 2: La Luciminia contenta для скрипки соло
  - Sonate 5: Sonata overo Toccata La Laura rilucente
  - Sonate: La Vittoria trionfante
  - Sonate La Luciminia contenta
  - Sonate 4: La Hortensa virtuosa
  - Sonate 9 Sonate 18: для 2 скрипок
  - Sonate 20: для 2 скрипок
  - Sonate 25
  - Sonate 27
  - Sonate 26: La Prosperina
  - Sonata 27
  - Courante 4
  - Courante 9
  - Courante 20
  - Air 2
  - Air 3
  - Air 9
  - Air 11 Il Caporal Simon
  - Air 13 Questa bella sirena
  - Air 14 La mia Pedrina
  - Air 15 La Scatola dagli agghi
- 1649. Opus 5. de Sonate over canzoni da farsi a violino solo, e basso continuo… (Sonates).
  - Sonate over toccata 1
  - Sonate 3 для скрипки и bassо continuо
  - Sonate over toccata 4
  - Sonate over toccata 5
  - Sonate 8 для скрипки и bassо continuо
  - Sonate 9 для скрипки и bassо continuо
  - Sonate 10 для скрипки и bassо continuо
  - Sonate 12 для скрипки и bassо continuо
- 1654. Opus 6. Salmi a 1, a 3, 4, et a 5 concertati parte con istromenti e parte senza con Letanie della Beata Vergine Concertate a 5 con istromenti. Венеция
- 1660. Opus 7. de Compositioni armoniche sopra il violino e diversi altri strumenti, Ozio regio (l’Oisiveté royale)
  - Sonate 1
  - Sonate 2
  - Sonate 3
  - Sonate 9 для 2 скрипок
  - Sonate 11
- 1660. Opus 8. Sinfonie Boscarecie, коллекция из 37 небольших сочинений для скрипки и bassо continuо с использованием второй и третьей скрипок[6]. Впервые изданы в Венеции, переизданы в Антверпене в 1669 году.
- 1667. Opus 9. Sinfonici concerti brevi e facili (concerts symphoniques brefs et faciles)
  - Sinfonia nona a tre
  - Sinfonia prima
  - Sonate 1